# Partido Comunista Marxista Leninista de Venezuela
Partido Comunista Marxista Leninista de Venezuela es un partido comunista anti-revisionista de Venezuela creado en el año 2009. Es un miembro de la Conferencia Internacional de Partidos y Organizaciones Marxista-Leninistas. El partido publica su órgano de difusión Acero Revolucionario. En la actualidad no está habilitado para participar en elecciones.

## Ideología
Es un partido de orientación marxista-leninista, de reciente fundación en Venezuela y que tiene limitada presencia en determinadas regiones del país. No comparte la línea tradicional de los partidos comunistas (cómo por ejemplo la de su homólogo Partido Comunista de Venezuela), al considerarla reformista y enemiga de los intereses del proletariado. 
El PCMLV según sus estatutos, suscribe la teoría marxista-leninista, reivindicando las obras de Marx, Engels, Lenin, Stalin y Hoxha. Esto significa que se declara a favor de las luchas populares de los trabajadores, en pos de la “revolución democrática y popular” hacia el socialismo y el comunismo como fase final; que debe ser alcanzado por todas las formas de lucha al alcance de la clase trabajadora y los pueblos explotados, desde las más simples como lo son las luchas por reformas graduales, hasta las más complejas y superiores como lo son la insurrección popular armada, no usa como única vía la lucha electoral dentro del "parlamento burgués". El Partido Comunista Marxista Leninista de Venezuela es muy crítico con el chavismo (línea ideológica del Partido Socialista Unido de Venezuela) al cuál considera como «revisionista» y «reformista». Sin embargo, a pesar de sus furibundas críticas contra el régimen chavista lo apoya en su lucha contra el «imperialismo», pues uno de sus propósitos a corto plazo es la creación de un frente popular antiimperialista del que formarían parte varios partidos de izquierda independientemente de sus diferencias. Pues para el PCMLV acabar con el imperialismo es algo fundamental.
Sin embargo, a diferencia de muchos otros partidos de la izquierda venezolana, el PCMLV es muy crítico con los actuales regímenes de China y de Rusia a los cuáles considera como «imperialistas».

## Campo de acción
Creadores de frentes de masas como "Los Gayones" y "Gayones del campo", Frente Universitario Revolucionario Socialista (FURS), Frente de Mujeres "Ana Soto" y Frentes Amplios como Unidad Popular Revolucionaria Antiimperialista (UPRA), Corriente Juvenil Antifascista y Antiimperialista (CJAA), organizadores de los Campamentos Juveniles Antifascistas y Antiimperialistas, el PCMLV actúa en supuesta clandestinidad y muchos de sus líderes están asociados a la lucha sindical en la progubernamental Central Bolivariana Socialista de Trabajadores (CBST) y dentro de instituciones gubernamentales, razón por la cual no han podido organizar dicho partido a nivel nacional y se limita a ciertas regiones como el estado Lara,  Carabobo, Bolívar y Caracas principalmente.